# Heaven's in Here
Heaven's in Here is de tweede single van de Britse band Tin Machine en het openingsnummber van hun debuutalbum Tin Machine uit 1989. Het nummer werd geschreven door leadzanger David Bowie. Dit was het eerste nummer dat de band ooit samen schreef en opnam, waarbij het in slechts één dag samenkwam.

## Tracklijst
- Beide nummers geschreven door David Bowie.

1. "Heaven's in Here" (singleversie) - 4:17
2. "Heaven's in Here" (albumversie) - 6:05

## Muzikanten
- David Bowie: leadzang, slaggitaar
- Reeves Gabrels: leadgitaar
- Hunt Sales: drums, achtergrondzang
- Tony Sales: basgitaar, achtergrondzang